# Khandwa
Khandwa (hindi खण्डवा) – miasto w Indiach, w stanie Madhya Pradesh. W 2001 r. miasto to zamieszkiwało 171 976 osób.
W mieście rozwinął się przemysł bawełniany oraz spożywczy.